# 生駒市立大瀬中学校
生駒市立大瀬中学校（いこましりつ おおぜちゅうがっこう）は、奈良県生駒市小瀬町にある公立中学校である。通称は「大中」（おおちゅう）。

## 沿革

### 経緯
人口増加に伴う生徒数の増加により生駒市立生駒南中学校が逼迫してきたため、教室不足の解消などを目的として1984年、生駒南中学校から分離して設置された。

### 年表
- 1983年（昭和58年）6月 - 開校準備委員会発足
- 1984年（昭和59年）
  - 4月1日 - 開校。
  - 4月6日 - 開校式挙行。
  - 7月 - プール完成。
  - 10月11日 - 校旗・校歌びらき。
- 1985年（昭和60年）8月 - ふれあい広場完成。
- 1988年（昭和63年）3月20日 - 部室・楽焼室竣工。
- 1989年（平成元年）11月3日 - 万葉歌碑除幕。
- 1991年（平成3年） - 運動場南側スタンド完成。
- 1992年（平成4年）4月 - コンピュータ室完成。
- 1993年（平成5年）9月21日 - 創立10周年記念式典挙行。
- 1996年（平成8年）4月30日 - 南館増設の竣工及びコンピュータ室の移設。
- 2003年（平成15年）10月24日 - 創立20周年記念式典挙行[1]。
- 2008年（平成20年）8月 - コンピュータ室生徒用ノートパソコン設置。
- 2009年（平成21年）- 校内LAN整備。
- 2013年（平成25年）10月25日 - 創立30周年記念式典挙行[2]。
- 2019年（令和元年）6月 - 全館エアコン設置。
- 2020年（令和2年）11〜12月 - 体育館LED照明・体育館の耐震工事・校内無線LAN整備。
- 2021年（令和3年）7〜9月 - トイレ改修・多目的トイレ設置。
- 2022年（令和4年）10月6日 - 創立40周年記念式典挙行[3]。

## 教育目標
自主
ロマン（生きがいつくり）
友愛
愛（心の開きあえる仲間）
創造
感動（感動のある生活）

## 学校行事
- 4月 - 始業式 入学式 新入生歓迎会 家庭訪問 身体測定
- 5月 - 家庭訪問 中間テスト
- 6月 - 修学旅行（3年） 校外学習（1,2年） 生徒総会
- 7月 - 期末テスト 終業式
- 8月上旬 - 学年登校日
- 9月 - 始業式 文化祭
- 10月 - 体育祭 中間テスト 校外学習
- 11月 - 期末テスト 生徒会役員選挙
- 12月 - 球技大会（3年） 終業式
- 1月 - 始業式
- 2月 - 新入生一日入学
- 3月 - 学年末テスト 3年生を送る会 卒業式 クリーンキャンペーン 球技大会（1,2年） 修了式

## 生徒会活動
- 生徒会本部
- 生活委員会
- 給食委員会
- 美化委員会
- 図書委員会
- 放送委員会
- 保健委員会
- 体育委員会
- 文化委員会

## 部活動
| - 運動系部活動 - 野球部 - サッカー部 - バスケットボール部 - ハンドボール部 - バレーボール部 - バドミントン部 - ソフトボール部 - ソフトテニス部 | - 文化系部活動 - 自然科学部(現在入部不可) - 美術部 - 将棋部(現在入部不可) - 書芸部(現在入部不可) - 吹奏楽部 |

死亡事故
2016年8月16日午前、一年生男子ハンドボール部員（当時12歳）がランニング中に熱中症に罹り緊急搬送、翌日17日病院で死亡 朝日新聞デジタル 9月6日。
2017年3月27日、市が死亡生徒の遺族に賠償金3800万円を支払う事を決定。

## 校舎
- 北館、南館、体育館、プールからなる。北館と南館は東西2ヶ所の通路で連絡されている。
- 校舎に囲まれた中庭には人工芝がひかれていてパターゴルフをすることもできたが、現在は改装されており、パターゴルフなどはできなくなっている。
- 矢田丘陵の西斜面に立地しているため、視界を遮るものがほとんど無く生駒山の姿が良く見える。
- 中学校正門付近の敷地に「夕されば ひぐらし来鳴く 生駒山 越えてぞ我が来る 妹が目を欲ほり」と記された万葉歌碑がある。作者は秦間満（はだのはしまろ）。

## 通学区域
- 生駒市
  - 壱分町
  - さつき台一丁目、二丁目
  - 翠光台
  - 南山手台
  - 小瀬町の一部
  - 萩の台
  - 萩の台一丁目～五丁目
  - 乙田町
  - 白金台

通学方法は原則として徒歩であるが、東山町在住の生徒のみ電車通学が認められている。

## 進学前小学校
- 生駒市立壱分小学校
- 生駒市立生駒南小学校
- 生駒市立生駒南第二小学校

## 交通
- 奈良交通バス小瀬バス停より徒歩約1分
- 近鉄生駒線 南生駒駅より国道308号を東へ徒歩約15分

## 学校周辺
- 第二阪奈有料道路小瀬料金所
- 中村屋東生駒店

## 通学区域が隣接している学校
- 生駒市立生駒南中学校
- 生駒市立緑ヶ丘中学校
- 奈良市立富雄第三中学校
- 大和郡山市立郡山西中学校
- 斑鳩町立斑鳩中学校
- 平群町立平群中学校

## 著名な出身者
- 藤原一裕（ライセンス）